# 臭氧化钾
臭氧化钾是一种无机化合物，化学式为KO3。它是橙红色的四方晶系晶体，空间群I4/mcm。

## 制备
臭氧化钾可由氢氧化钾和臭氧反应得到，但产率很低，只有5-10%。
6 KOH + 4 O3 → 4 KO3 + 2 KOH·H2O + O2
超氧化钾用臭氧-氧气的混合物（体积比2:98）进行臭氧化，也能得到臭氧化钾。
KO2 + O3 → KO3 + O2

## 性质
臭氧化钾可以和水剧烈反应，放出氧气：
4 KO3 + 2 H2O → 4 KOH + 5 O2↑
臭氧化钾不稳定，在室温时即可缓慢分解：
2 KO3 → 2 KO2 + O2↑
它易溶于液氨，并有部分缓慢反应：
2 KO3 + 2 NH3 → NH4O3 + KNH2